# Пьер де Фуа Старший

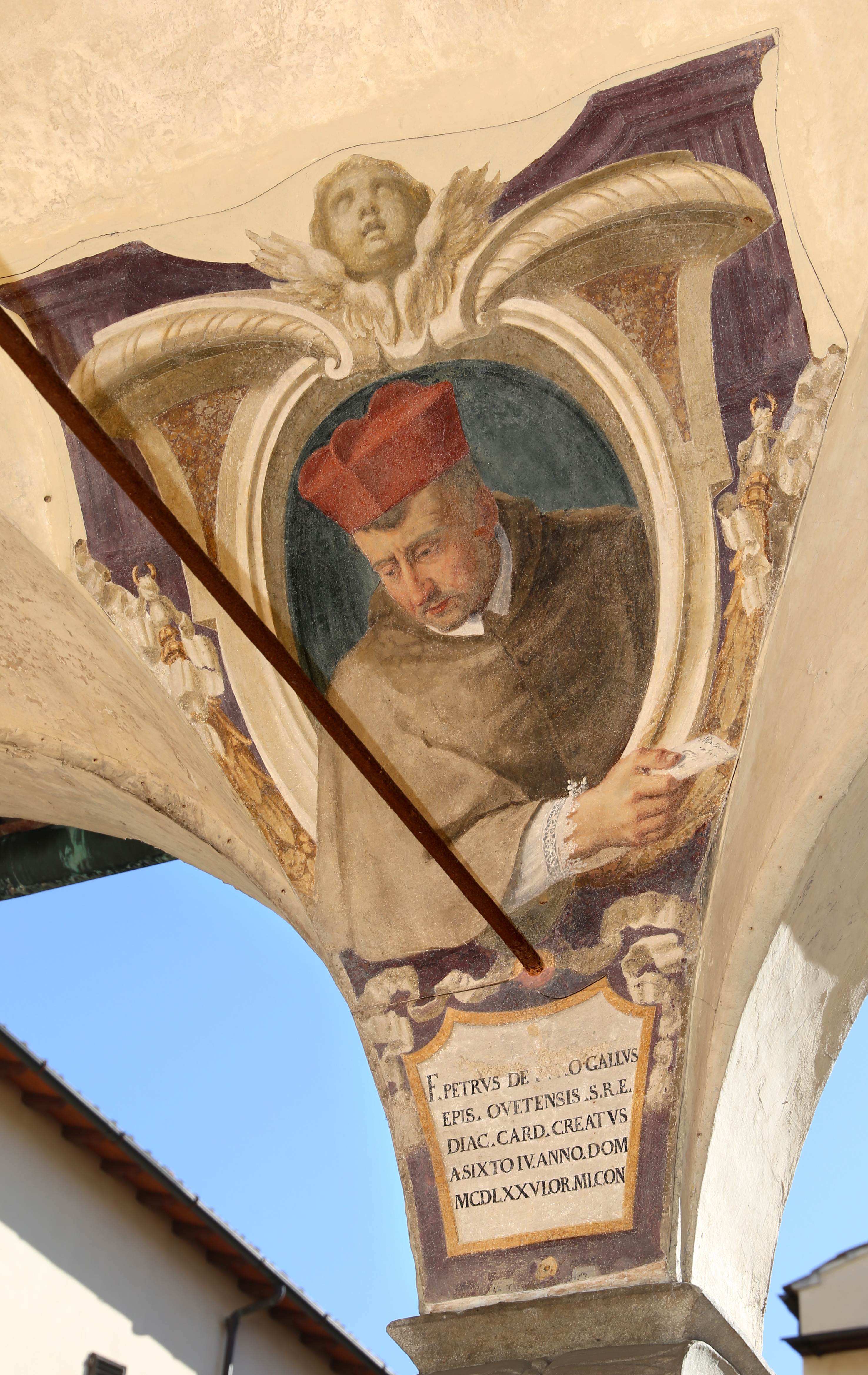
Фрагмент фрески монастыря Оньиссанти. Портрет кардинала Пьера де Фуа Старшего

Герб кардинала Пьера де Фуа

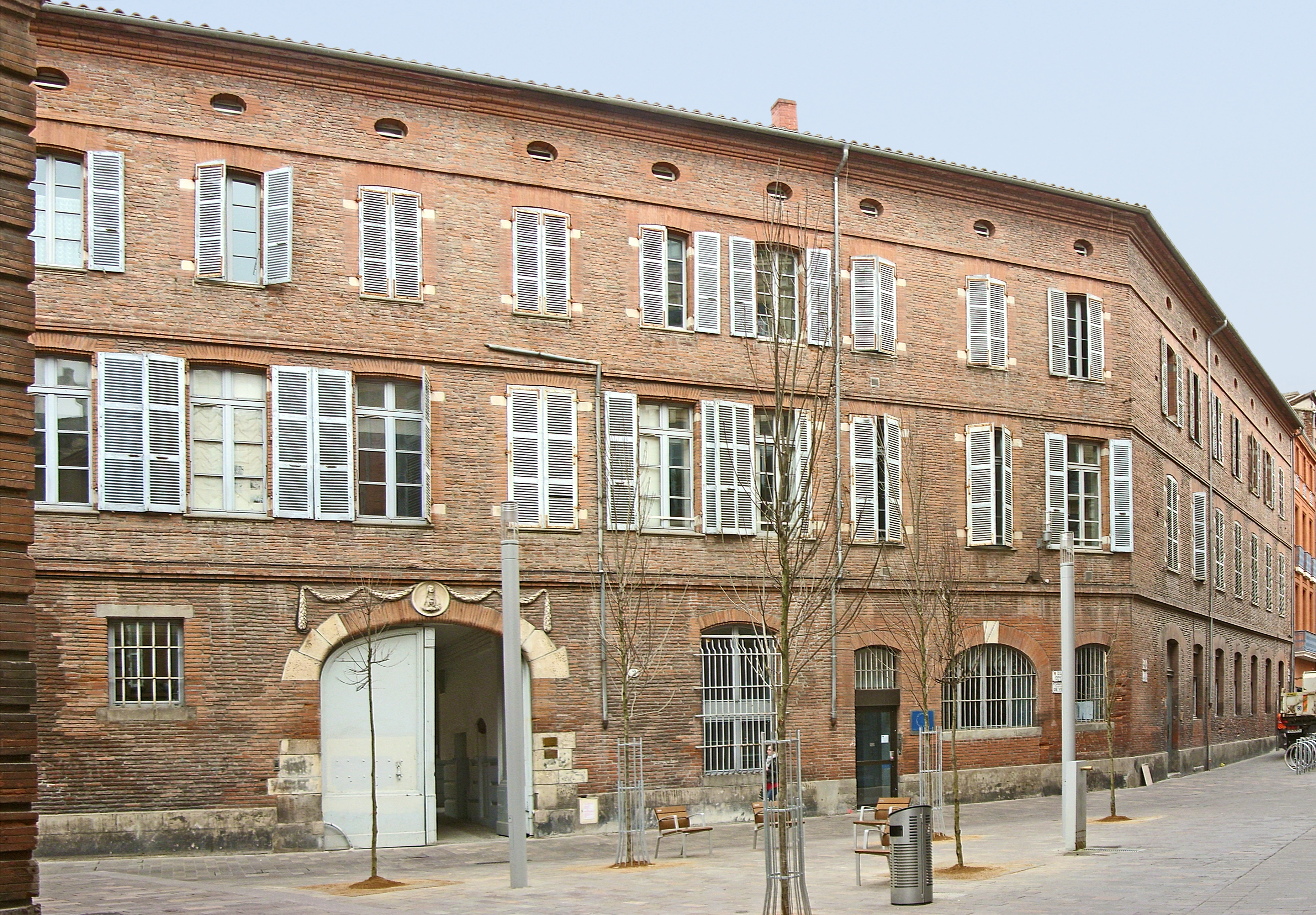
Коллеж де Фуа в Тулузе

Пьер де Фуа Старший (Pierre de Foix dit l’Ancien) (1386 — 13 декабря 1464) — иерарх католической церкви, кардинал (1414).
Сын Аршамбо де Грайли, капталя де Бюш, и Изабеллы, графини де Фуа.
Воспитывался в монастыре кордельеров.
С 23 октября 1409 года епископ Лескара. В 1414 году получил от авиньонского папы Бенедикта XIII сан кардинала (Cardinal-prêtre de Saint-Étienne-le-Rond).
Участник Констанцского собора 1417 года, положившего конец церковному расколу.
В качестве папского легата при дворе арагонского короля Альфонса V в 1429 году добился отречения антипапы Клемента VIII.
В 1425—1429 гг. администратор епархии Ломбез. С 14 марта 1431 года кардинал-епископ Альбано. С 9 ноября 1432 по июль 1433 епископ Мирпуа.
В 1426—1437 гг. епископ Комменжа. В 1433—1464 гг. папский легат в Авиньоне и губернатор Конта-Венессен. В 1450—1463 гг. архиепископ Арля. В этой должности 3 сентября 1455 года выполнил обряд свадьбы короля Рене Доброго и его второй жены Жанны ле Лаваль. Председательствовал на Арльском (1457) и Авиньонском (1458) церковных соборах.
С 5 июля 1451 по 30 мая 1459 года епископ Дакса.
В 1459 году с его разрешения крещёный еврей Крескас Каркассонский принял имя Пьер де Нотр-Дам. Он был предком Нострадамуса.
С февраля 1463 года администратор епархии Тарба.
Основатель Коллежа де Фуа в Тулузе.
Умер в Авиньоне 13 декабря 1464 года.